# Mrxvt
 (juillet 2018).
Si vous disposez d'ouvrages ou d'articles de référence ou si vous connaissez des sites web de qualité traitant du thème abordé ici, merci de compléter l'article en donnant les références utiles à sa vérifiabilité et en les liant à la section « Notes et références ».
mrxvt est un terminal informatique libre pour le système X Window. Il est basé sur rxvt et y apporte des améliorations telles que la gestion des onglets et la transparence.